# Georg Solti
Pour les articles homonymes, voir Solti.
Georg Solti, né György Stern le 21 octobre 1912 à Budapest (Autriche-Hongrie) et mort le 5 septembre 1997 à Antibes (France), est un chef d'orchestre hongrois naturalisé britannique et fait chevalier par la reine Élisabeth II en 1972.

## Biographie

### Débuts
Georg Solti (ce nom veut dire « habitant de Solt », petite ville au sud de Budapest ; il avait été choisi par son père en 1919, lorsque le Régent Horthy ordonna aux juifs d'adopter un nom hongrois). Son cousin était le photographe germano-hongrois László Moholy-Nagy. Il étudie le piano et la composition avec Kodály, Bartók, Dohnányi et Weiner à l'Académie de musique Franz-Liszt. Il devient ensuite répétiteur à l'Opéra d'État de Budapest, mais n'a pas le droit d'y diriger en raison des lois antisémites en vigueur.
Il est employé comme répétiteur par Bruno Walter et Erich Kleiber et tente ensuite sa chance en Allemagne, à Karlsruhe et à Mannheim, mais en est vite chassé. Assistant de Toscanini au Festival de Salzbourg en 1936 (La Flûte enchantée), il y retourne en 1937. Malgré les lois antisémites, il parvient à diriger à l'Opéra de Budapest en 1938 (Les Noces de Figaro) - une seule fois - l'avancée de l'armée allemande sur Vienne étant annoncée pendant l'entracte. En 1939, il s'enfuit en Suisse, où il lui est interdit de travailler. Il y donne néanmoins quelques cours de piano et fait deux apparitions à l'Opéra de Genève en tant que chef remplaçant (Werther).

### Munich
Il remporte néanmoins le premier prix de piano du concours international de Genève en 1942 et, en octobre 1946, à la suite d'une représentation de Fidelio, devient directeur musical de l'Opéra de Munich, débutant le 1er novembre par une exécution du Requiem de Verdi. Le premier opéra donné sous sa direction est Carmen, donné le 1er janvier 1947. Lors des répétitions de Der Rosenkavalier en 1949, il sympathise avec Richard Strauss et dirige le trio de ce même opéra lors des funérailles du compositeur en septembre de la même année. À Munich, il s'est tout de suite fait la réputation d'un chef particulièrement dynamique et imaginatif. 

### Decca Records
En 1947, Solti signe un contrat à vie avec Decca Records, où paraîtront tous ses enregistrements (plus de trois cents au total), son premier (l'ouverture Egmont de Beethoven) et son dernier (la 5e Symphonie de Mahler) ayant été faits avec l'Orchestre de la Tonhalle de Zurich, à l'exception de quelques œuvres de Verdi, enregistrées pour RCA.

### Francfort
De 1952 à 1961, il est directeur de l'Opéra de Francfort où il débute également en dirigeant Carmen. Sa réputation et son répertoire ne cessent de s'agrandir. En plus des opéras de Mozart, Verdi, Wagner et Strauss, il donne Cardillac de Hindemith, Œdipus rex de Stravinsky, Pénélope de Rolf Liebermann (avec qui il se lie d'amitié), Les Contes d'Hoffmann et Boris Godounov.

### Orchestre philharmonique de Londres, orchestre de Dallas
En 1949, Solti enregistre deux symphonies de Haydn avec l'Orchestre philharmonique de Londres (London Philharmonic Orchestra). C'est le début d'une longue association : il sera son directeur musical entre 1979 et 1983. Il débute au Festival de Salzbourg (Idomeneo), à l'invitation de Wilhelm Furtwängler, en 1951. Il est aussi directeur musical de l'orchestre de Dallas (1960-61). 

### Covent Garden de Londres
Il est nommé directeur musical (1961-1971) du Royal Opera House  (Covent Garden, Londres) à la suite d'une production très réussie de Der Rosenkavalier de Richard Strauss avec Elisabeth Schwarzkopf. Il crée ensuite Le Songe d'une nuit d'été de Benjamin Britten, dans une production de John Gielgud, avant de prendre ses fonctions officielles en octobre 1961 avec Iphigénie en Tauride de Gluck. Au cours des dix années de son règne, et malgré la présence à la galerie d'une claque antisémite, Solti hisse le Covent Garden au sommet des opéras européens. La première britannique de Moses und Aron d'Arnold Schönberg et la première londonienne de La Femme sans ombre de Richard Strauss ainsi que Le Songe d'une nuit d'été et Billy Budd de Benjamin Britten, tous deux en première londonienne, ont été parmi ses grandes réussites.

### Festival de Bayreuth
Au Festival de Bayreuth en 1983, il dirige  dans son intégralité, le Ring, mis en scène par Peter Hall. 
De 1992 à 1993, il est (brièvement) directeur artistique du Festival de Pâques de Salzbourg où il dirige La Femme sans ombre et Falstaff.

### Chicago, Paris, Londres, New York
Avant de quitter le Covent Garden en 1971, il devient directeur musical du Chicago Symphony Orchestra en 1969 puis celui de l'Orchestre de Paris en 1971. 
Ainsi, de 1969 à 1991, il est chef principal de l'Orchestre symphonique de Chicago. Grâce à lui cet orchestre, en difficultés depuis la mort de Fritz Reiner, va s'affirmer comme un des plus grands du monde, notamment après sa première tournée mondiale en 1971. L'ère Solti se termine en 1991 par une version de concert d'Otello avec Luciano Pavarotti. 
De 1971 à 1975, il est directeur musical de l'Orchestre de Paris. 
De 1979 à 1983, il est directeur et ensuite chef émérite de l'Orchestre philharmonique de Londres. 
À l'invitation de Rolf Liebermann, il devient conseiller artistique au Palais Garnier. Il y dirige Les Noces de Figaro dans la mise en scène de Giorgio Strehler, Otello et les deux premiers volets du Ring de Richard Wagner. 
En 1993 et 1994, il est directeur musical du Festival de Pâques de Salzbourg. 
En 1994, à New York, il crée le Carnegie Hall Project avec un orchestre de jeunes dont les premiers pupitres sont tenus par des solistes prestigieux. En 1995, il fonde le World Orchestra for Peace, recrutant des musiciens des plus grands orchestres du monde. Valery Gergiev sera son successeur, à la demande explicite de Solti. 
À soixante-dix ans, Sir Georg se remet au piano, jouant notamment aux côtés de Murray Perahia la Sonate pour deux pianos et percussion de Bartók.

### Mort
Sir Georg Solti meurt le 5 septembre 1997, une semaine jour pour jour avant l'interprétation du Requiem de Verdi qu'il devait donner au Royal Albert Hall dans le cadre des Proms de Londres. La tombe de Sir Georg se trouve près de celle de Béla Bartók dans le cimetière Farkasreti à Buda. Une haie et la tombe de Ditta Pasztory les séparent. 
Sir Georg s'est toujours souvenu de ses débuts difficiles. Il a personnellement payé les études de nombreux jeunes et, juste avant de mourir, a fait don de trois pianos de concert à l'Académie Franz Liszt de Budapest. En 1990, au lendemain de la destruction d'habitations d'immigrés turcs en Allemagne, Sir Georg Solti a emmené le London Symphony Orchestra afin de donner un concert pour financer leur reconstruction.

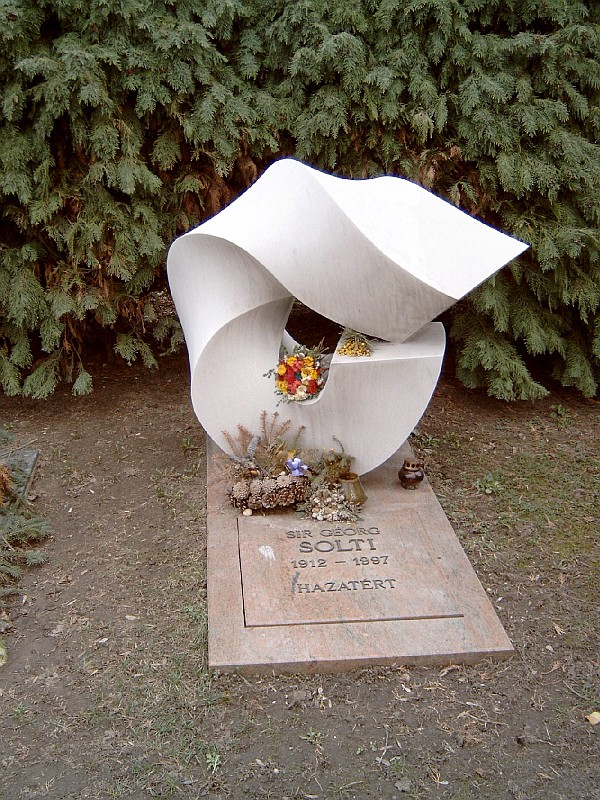
tombe de Georg Solti au cimetière de Farkasrét à Budapest

## Style
Pour Solti, une interprétation passe d'abord par une reproduction aussi proche que possible des intentions du compositeur telles qu'elles sont indiquées dans la partition. L'exactitude, notamment rythmique, est primordiale pour lui. Son oreille exceptionnelle ainsi que sa connaissance des possibilités de chaque instrument et son sens de l'équilibre de la masse orchestrale font qu'il est particulièrement à l'aise dans les grandes fresques romantiques et post-romantiques. Son souci de la précision n'en fait pas pour autant un musicien froid : « Solti a une âme profondément lyrique », a dit Sir Peter Hall.

## Œuvres

### Créations
- La première anglaise de Moses und Aron (Moïse et Aaron d'Arnold Schönberg, Covent Garden, 1965).
- La première londonienne de Die Frau ohne Schatten (La Femme sans ombre) de Richard Strauss (1967).
- La 4e Symphonie de Michael Tippett (Chicago, 1977) et son 'Byzantium' (1991).
- Final Alice de David Del Tredici, composé pour les 70 ans de Sir Georg Solti.
- Philadelphia Symphony de Gottfried von Einem (1961)
- Heliogabalus Imperator (Héliogabale empereur) de Hans Werner Henze (1972)
- Symphonie no 3 de Witold Lutosławski (1983)
- Symphonie nº 5 de George Rochberg (1986)
- Nóomena de Iannis Xenakis (1976).

### Discographie
La discographie de Sir Georg Solti s'étend de Bach (Passion selon St Mathieu) et Händel (Le Messie) jusqu'à Michael Tippett. Il a enregistré l'intégrale des opéras de Richard Wagner (excepté Les Fées, La Défense d'aimer et Rienzi), l'intégrale des symphonies de Beethoven, Schumann, Brahms, Anton Bruckner, Mahler et Elgar, ainsi que six des quinze opéras de Richard Strauss, les opéras de maturité de Mozart ainsi que Moïse et Aron d'Arnold Schönberg, neuf opéras et le Requiem de Giuseppe Verdi ainsi que Fidelio de Ludwig van Beethoven et Eugène Onéguine de Tchaïkovski. Son dernier enregistrement constitue un hommage à sa Hongrie natale : la Cantata profana (Cantate profane) de Béla Bartók et le Psalmus Hungaricus (le Psaume hongrois) de Zoltán Kodály y encadrent une œuvre de son premier maître, Léo Weiner. Son tout dernier concert, la 5e de Mahler avec l'orchestre de la Tonhalle de Zurich, a également été enregistré.

## Distinctions

### Décorations
- Chevalier commandeur de l'Ordre de l'Empire britannique (nommé à titre honoraire en 1971[4], il le devint de plein droit avec prédicat de Sir le 3 février 1972 quand il fut naturalisé britannique[5]).
- Commandeur des Arts et des Lettres le 26 janvier 1995[6].
- Chevalier grand-croix de l'ordre du Mérite de la République italienne.
- Grand commandeur de l'ordre du Mérite de la République fédérale d'Allemagne.
- Ordre bavarois de Maximilien pour la science et l'art.

### Récompenses
Sir Georg Solti est le 2e à détenir le record du plus grand nombre de Grammy Awards, il se place derrière Beyonce qui comptabilise 32 Grammy Awards. Solti en a reçu 31 en son nom, dont 1 pour l'ensemble de sa carrière. 6 autres sont allés à l'ingénieur du son et 1 à un soliste sur des enregistrements qu'il a réalisés. Il a été nommé en tout 74 fois.

### Astronomie
- (6974) Solti, astéroïde.